# My Secret Passion
My Secret Passion é um álbum de estúdio do músico, cantor e compositor estadunidense Michael Bolton, lançado em 1998.  O acompanhamento é da Orquestra Philharmonia, sob a direção de Steven Mercurio. O álbum inclui um dueto com Renée Fleming.

## Faixas
1. "Pourquoi me réveiller?" de Werther por Jules Massenet
2. "Nessun dorma" de Turandot por Giacomo Puccini
3. "Una furtiva lagrima" de L'elisir d'amore por Gaetano Donizetti
4. "M'apparì" de Martha por Friedrich von Flotow
5. "Che gelida manina" de La Bohème por Giacomo Puccini
6. "O soave fanciulla" de La Bohème por Giacomo Puccini (dueto com Renée Fleming)
7. "Vesti la giubba" de Pagliacci por Ruggero Leoncavallo
8. "E lucevan le stelle" de Tosca por Giacomo Puccini
9. "Recondita armonia" de Tosca por Giacomo Puccini
10. "È la solita storia" de L'arlesiana por Francesco Cilea
11. "Celeste Aida" de Aïda por Giuseppe Verdi

## Desempenho nas paradas

### Álbum
| Paradas (1998) | Melhor posição |
| -------------- | -------------- |
| Billboard 200  | 112            |
| Top Classical  | 1              |